# Die Partei
Partei für Arbeit, Rechtstaat, Tierschutz, Elitenförderung und basisdemokratische Initiative (svenska: Partiet för arbete, rättsstat, djurskydd, gynnande av eliter och gräsrotsdemokratiska initiativ), kallas endast Die Partei (svenska: Partiet), stiliserat som Die PARTEI, är ett politiskt parti i Tyskland, grundat 2004 av redaktörer vid den tyska satiriska tidskriften Titanic. Partiledare är Martin Sonneborn. Vid valet till Europaparlamentet 2014 fick partiet, med 0,63 % av rösterna i Tyskland, ett mandat. I Europaparlamentsvalet 2019 fick partiet två mandat.
”Die Partei” (partiet) är ursprungligen den vardagliga benämningen på det styrande kommunistpartiet SED i Östtyskland. Partiet hade en kampsång som heter ”Lied der Partei” (partisången) och refrängen började ”Die Partei, die Partei, die hat immer Recht!” (Partiet, partiet, det har alltid rätt!). 
Die Partei utnyttjar det parodiska i att de flesta tyskar känner igen detta och att många fortfarande kan sjunga den föråldrade kampsången.